# Organoplatinachemie
In de organoplatinachemie worden stoffen bestudeerd waarin een directe binding voorkomt tussen koolstof en platina. Het element platina is een van de metalen, waarmee de organoplatinachemie een subdiscipline is van de organometaalchemie. Ook de studie van de rol die platina als katalysator speelt in organische reacties wordt tot de organoplatinachemie gerekend. De bindingssterkte van platina aan andere elementen verloopt via Pt-C (sp) > Pt-O > Pt-N > Pt-C (sp3). De organoplatinachemie en de organopalladiumchemie vertonen zeer grote overeenkomsten, maar de organoplatinaverbindingen zijn doorgaans stabieler, waardoor platina een minder grote rol speelt als katalysator.

## Organoplatinaverbindingen
Platina heeft in de verschillende organoplatinaverbindingen oxidatioegetallen van 0 tot + 6, waarbij +2 het meeste voorkomt.

### Platina(0)
In de meeste organoplatina(0)verbindingen treden alkenen en alkynen op als liganden. Carbonylcomplexen zijn zeldzaam, een met nikkeltetracarbonyl vergeklijkbare verbinding is tot nu toe (januari 2012) van platina niet bekend. De alkeen- en alkynliganden doneren 2 elektronen, zoals bijvoorbeeld in (PPh3)2Pt(C2H4) en (PPh3)2Pt(C2Ph2). De etheenligand in (PPh3)2Pt(C2H4) is relatief zwak gebonden en kan uitgewisseld worden tegen alkynen en elektronrijke alkenen en zelfs door C60.
Een algemene syntheseroute naar (PPh3)2PtR (R = alkeen, alkyn) wordt gevormd door de reductie van kaliumtetrachloroplatinaat met ethanolische kaliumhydroxide of hydrazine in aanwezigheid van een fosfineligand als trifenylfosfine en het alkeen of alkyn. De reactie verloopt via cis-dichloorbis(trifenylfosfine)platina(II). Platinacomplexen van alkenen en alkynen worden meestal niet gevormd met liganden op basis van stikstof in plaats van fosfor.
Organoplatina(O)complexen zonder fosforliganden worden meestal gesynthetiseerd vanuit PtCl2(COD).
Li2C8H8 + PtCl2(COD) + 3 C7H10 → [Pt(C7H10)3] + 2 LiCl + C8H8 + C8H12
Pt(C7H10)3 + 2 COD → Pt(COD)2 + 3 C7H10
waarin C7H10 voor norborneen staat.

### Platina(I)
Hoewel van de groep organoplatina(I)verbindingen weinig voorbeelden bekend zijn, zijn deze stoffen zeker diamagnetisch omdat er een Pt-Pt binding aanwezig is. Een voorbeeld is het dikation [Pt2(CO)6]2+.

### Platina(II)
Een historisch belangrijke organoplatina(II)verbinding is Zeise's zout, verkregen uit etheen en kaliumtetrachloorplatinaat:
Het kleurloze dialkeencomplex dichloor(cyclo-octa-1,5-dieen)platina(II) is een recenter voorbeeld dat Zeise's zout tegenwoordig in veel toepassingen verdrongen heeft.
De stabiliteit en verscheidenheid van de platina(II)alkeencomplexen staat in scherp contrast tot de zeldzaamheid van diezelfde groep complexen van nikkel(II), het bovenste element van de kolom waarin ook platina staat.
Platina(II)allylcomplexen zijn ruim bekend, dit weer in tegenstelling tot de sandwichverbindingen, die wel bij nikkel ruim vertegenwoordigd zijn.
De platina(II)alkyl- en arylcomplexen worden meestal gesynthetiseerd via oxidatieve additie van een alkylhalide of arylhalide aan een uitgangsstof met Pt(0). Tetrakis(trifenylfosfine)platina(0) of Pt(C2H4)(PPh3)2 worden hiervoor vaak toegepast. Als alternatief kan gebruikgemaakt worden van het feit dat Platina(II)chloriden gevoelig zijn voor alkylering:
PtCl2(SMe2)2 + 2 MeLi → PtMe2(SMe2)2 + 2 LiCl
De dimethylsulfideliganden in PtMe2(SMe2)2 kunnen makkelijk kdoor andere liganden vervangen worden.
Veel organoplatina(II)complexen ontstaan via ortho-metalatie en verwante intramoleculaire processen die C-H activering tot gevolg hebben.

### Platina(IV)
Op basis van platina(IV)chloride en methylmagnesiumjodide was trimethylplatina(IV)jodide in 1907. De verbinding vormt een tetrameer met een cubaanachtige structuur, waarin elk jodiumatoom aan drie platinaatomen gecoördineerd is. In 1952 dacht Gilman "Tetramethylplatina" te hebben gesynthetiseerd, de stof bleek [PtMe3OH]4) te zijn. Inmiddels zijn wel zouten beschreven waarin de ionen [PtMe6]2− en [PtMe4]2− optreden.
Hydriden zijn zeldzaam in de organoplatina(IV)chemie.. De eerste verbindingen van deze groep werden gesynthetiseerd uit organotinhalogeniden of zuren met een ortho-gemetalleerde arylplatina(II)verbindingen.

## Katalyse
Op platina gebaseerde heterogene katalyse speelt een grote rol in de petrochemische industrie. Aangenomen wordt dat de katalyse plaatsvindt aan het oppervlak van de katalysator via aan platina gebonden organische intermediairen. Theoretisch beter beschreven, maar commercieel minder belangrijk zijn de op platina gebaseerde homogene katalysatoren.
Voor de hydrosilylatie is H2PtCl6 ("Speiers katalysator") belangrijk. Mechanismen die voor deze reactie worden voorgesteld gaan meestal uit van de liganden hydride, silyl (R3Si) en een alkeen. Cis-dichloorbis(di-ethylsulfide)platina(II) en Karstedts katalysator (een adduct van divinyltetramethyldisiloxaan en chloorplatina(IV)zuur) zijn in staat de hydrosilylatie te katalyseren.

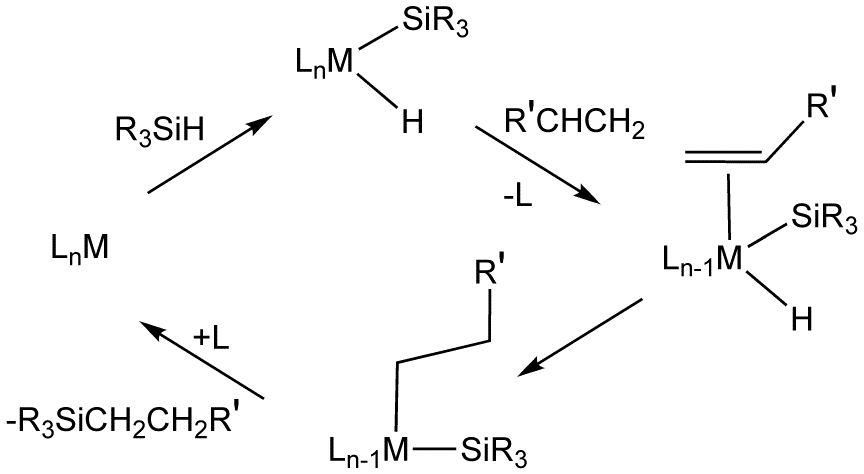
Geïdealiseerd reactiemechanisme voor de metaal-gekatalyseerde hydrosilylatie van een alkeen.

Platinaverbindingen zijn ook in staat de cycloisomerisatie van enynen te katalyseren. Veel metallodendrimerens bestaan uit eenheden waarin organoplatinaverbindingen een belangrijke rol spelen.

### Ontwikkelingen
Organoplatinaverbindingen spelen een rol in het Shilov-systeem, dat toegepast wordt in de omzetting van methaan in chloormethaan. Uitgebreid onderzoek, maar tot nu (januari 2012) toe zonder resultaat, wordt gedaan naar mogelijkheden om op gelijksoortige wijze ook andere functionele groepen aan methaan te koppelen.

## Navigatie
Navigatie Koolstof-elementbinding